# 海底3万マイル
『海底3万マイル』（かいていさんまんマイル、英文：30000 Miles Under Sea）は、1970年7月19日公開の『東映まんがまつり』内で上映された、東映動画（現・東映アニメーション）製作の劇場用アニメ映画である。ワイド・フジカラー。60分。優秀映画鑑賞会推薦作品。
キャッチコピーは「ブク・ブク・ブクーン と あぶくの中から出てきた！出ました！海の怪物、魚の大群、陸の暴れん坊」「誰も知らない海の底で大戦争が始まった！さあ大変！火焔竜、もぐらの潜水艦、シャボン玉の戦車、貝の大物、うなぎの弾丸など、楽しさいっぱい」。

## 概要
『サイボーグ009』、『サイボーグ009 怪獣戦争』、『空飛ぶゆうれい船』に続いて企画された、石ノ森章太郎（当時石森章太郎）原作の長編アニメ。それまでの3作が完全な原作物であったのに対し、本作は石ノ森がこの映画のために書き下ろしたオリジナル作品である。70年代を迎え、宇宙ブーム・海底開発・海洋ブームの兆しを見込んで企画した海洋冒険作品『海底魔城』を源流に、石ノ森の発想を加味してSF色を強めた。タイトルがジュール・ヴェルヌの『海底2万マイル』に酷似しているが、同作品との関連性は特に無い。
本作の公開後、石ノ森は翌1971年から放送の『仮面ライダー』の成功によって特撮ドラマに携わることが多くなり、1980年12月20日公開の『サイボーグ009 超銀河伝説』（第2作の劇場用新作アニメ）まで、10年以上にわたって石ノ森原作の劇場用新作アニメが制作・公開されなかった。

### スタッフ
企画担当が横山賢二、演出担当が田宮武と、本作はテレビアニメに携わっている人物を起用していた。また作画班を4グループに分け、それぞれに主人公・敵役・魚類・怪獣の作画をさせる分業制を採用していた。作画監督としてクレジットされている「奥多貞弘」は、各作画班の主任である奥山玲子、喜多真佐武、菊池貞雄、金山通弘それぞれの名前から一文字ずつを取って組み合わせたものである。
音楽は、当時『巨人の星』と『アタックNo.1』に携わっていた渡辺岳夫が担当。渡辺の東映動画作品への参加はこれが初であった。本作は行進曲やタンゴのほか、1973年から放送の『キューティーハニー』などで使われるスキャットも取り入れている。劇伴の多くは『魔法のマコちゃん』に聴くことができる。

## ストーリー
とある火山島に所在する海洋研究所、その所長にして海洋研究者を父に、助手を母に持つ少年イサムは、今日もペットのチーターと共に海底探索をした後、火山見物に出かける。そこでイサムは、真っ赤なレオタード状の衣装を着た美少女と知り合う。ところがその時、地震と共に火口から怪獣ロボットが現れた。「火焔竜！」と呟く少女。やがてその火焔竜はあちこちを攻撃する。だがそこへ、少女が呼び出した「シースルー号」というメカに助けられる。中から出てきたのは長身の男性と小太りの男性。2人は少女の護衛役で、長身男は「オクトパス」、小太り男は「タトル」と言った。そして美少女は、海底にあるという「海底王国アトラス」の王女「エンジェル」であったのだ。イサムとチーターはシースルー号でアトラスに招待され、そこで楽しい一時を過ごした。
その頃海底王は、オクトパスとタトルから火焔竜の事を聞き色をなす。そしてイサムたちを呼ぶと、火焔竜の事を話した。元々アトラス人は地上に住んでいたが、やがて国王マグマ1世が地上侵略を企んで火焔竜を引き出したが、暴走して国は壊滅。マグマ1世一派は地底に、その他は海底に住むようになったのである。そしてイサムが見た火焔竜とは、マグマ一派の末裔・マグマ7世がロボットとして建造した物であったのだ。
やがて火焔竜を追ったイサムたちは地底国にたどり着くが、捕らえられて牢獄に閉じ込められる。だが何とか脱獄できたイサムたちは、マグマ7世が火焔竜を操るコントロールセンターへたどり着いた。その頃地底国は、火焔竜軍団で海底国を攻撃。海底国軍はこれを迎撃するも大苦戦していた。イサムは警備隊が戦闘に出払ったのを機会に、マグマ7世を得意のサッカー攻撃で倒し、コントロールセンターのボタンを押す。すると火焔竜軍団は地底国に引き返し、自国を攻撃しはじめた。そして同士討ちの末、地底国は火焔竜とともに壊滅した。海底に平和が戻ったのだ。
戦いが終わり、イサムとチーターはシースルー号で地上へと帰っていった。その頃地上では、世界中の火山が大噴火を始めた。だが、それが海底での大戦争や地底国の壊滅によって起きたのを知る由も無かった…。参考：「キネマ旬報」より

## 登場キャラクター

### イサムとその家族
イサム
本作の主人公。冒険とサッカーの好きな少年。偶然エンジェルたちに出会ったことから、チーターとともに海底での戦争に加わる。
イサムの父
大島海洋開発研究所の所長にして著名な科学者。
イサムの母
所長（父）の助手。夫婦ともに劇中では本名が語られなかった。
チーター
イサムのペットにして弟分。イサムを助けて活躍する。

### 海底王国アトラス
太古の昔地上に住みながら、火焔竜の暴走によって壊滅した先住民族の平和主義者たちが海底に逃れ、建造した国家。長期の海底生活によって、海底でも自由に呼吸ができ、さらに深海の高水圧にも耐えられる肉体に進化した。上映当時公開されたイメージ映像によると、アトラスはとある海底にドーム状の「司令部」・「工場」・「植物園」・「動物園」が並べて置かれている。
エンジェル
本作のヒロイン。アトラスの王女であり、火山見物に来ていたところをイサムと知り合う。美しいが、大変気が強い。常に赤いレオタード状の衣装を身に着けている。
オクトパス
エンジェルの家来にして護衛役。長身で慌て者。
タトル
エンジェルの家来にして護衛役。小太り。
海底王
アトラスの王にしてエンジェルの父。

### 地底国
地上に住んでいた先住民族のうち、マグマ1世の一派が地底に逃れて建造した国家。マグマ一派により、平和主義者の居ない完全な軍事国家となっている。科学力も地上人はおろか、アトラスよりも勝っている。先述のイメージ映像によると、国はアトラスの目と鼻の先の海底火山の地下に存在し、司令部が唯一存在する。他に海底火山のマグマを集め、国家のエネルギーにしている。
地底王マグマ7世
マグマ1世の末裔にして、現在の地底国の国王。かつて先祖が出撃した火焔竜をロボットとして甦らせ、アトラスおよび地上制覇を目論んでいる。カブトムシ風の甲冑を常着。「予告編」公開前（時期不明）に公開された「特報」には、兜を被っていないNG版のマグマ7世が存在する。
地底兵士
マグマ7世の手先になって働く兵士。武器は剣やボーガン兼用の銃など。全員甲冑を着ているが、隊長クラスはクワガタムシ風。

## 海底王国アトラスと地底国のデータ
全て前述のイメージ映像による。
|          | 海底王国アトラス | 地底国    |
| -------- | ---------------- | --------- |
| 国家面積 | 600万km2         | 1,100km2  |
| 人口     | 101,750人        | 154,000人 |
| 兵力     | 11,000人         | 52,000人  |
| 戦闘機   | 5,000台          | 8,500台   |

## メカニック
探査船
海洋研究所の船。後方には長いレール状があり、海底探査時には垂直に曲がってエレベーターのレールとなる。
シースルー号
エンジェル・オクトパス・タトルの乗る高速小型船。カタツムリのような形状。イサムとチーターはこれに乗せてもらい、アトラスへと旅立った。
機体の色は中央の赤ライン以外は純白だが、「特報」では灰色（貝殻部）とピンク色（下部）のNG版が公開された。
アトラス戦闘艇
シャコガイの形状をしている、海底王国アトラスの母艦。シャボン玉のような小型艇を収納。
オケラ戦車
地底国の戦車。砲塔とドリルを装備。
火焔竜
その昔マグマ1世が炎の湖から呼び出した同名怪獣を、現在の地底国が模して建造したロボット怪獣。王宮内のコントロールルームにあるレバー操作により、リモコンで動く。量産型で何台もあり、既に地上では研究所一帯のほか、 ハワイのキラウエア火山、 イタリアのヴェスヴィオ火山、 イギリス ロンドンのウェストミンスター宮殿一帯、 アメリカ合衆国 ニューヨークの自由の女神像近辺、そして 日本の 大阪で当時開催されていた日本万国博覧会の会場で暴れた。武器は口からの火炎・火山弾・シッポの一撃など。

## キャスト
- イサム - 野沢雅子
- エンジェル - 小鳩くるみ
- タトル - 人見明
- 地底王 - 納谷悟朗
- オクトパス - 海野かつを[注釈 1]
- 海底王 - 北川国彦
- イサムの父 - 梶哲也
- イサムの母 - 瀬能礼子
- 船長 - 村越伊知郎
- 山田康雄
- 市川治
- 谷津勲
- 野田圭一
- 沢りつお
- 峰恵研
- 辻村真人

## スタッフ
- 製作 - 大川博
- 企画 - 山梨稔、茂呂清一、横山賢二
- 原作 - 石森章太郎
- 脚本 - 岡本克巳
- 演出 - 田宮武
- 音楽 - 渡辺岳夫
- 作画監督 - 奥多貞弘（奥山玲子＋喜多真佐武＋菊池貞雄＋金山通弘の共同ペンネーム）
- 美術 - 山崎誠
- 原画 - 喜多真佐武、奥山玲子、菊池貞雄、金山通弘、小田克也、的場茂夫、森英樹、角田紘一、木野達児、池原昭治、阿部隆
- 動画 - 生野徹太、山下恭子、相磯嘉雄、飯田銈一、円山智、富永勤、堰合昇、笠井晴子、長谷川玲子、金山圭子、坂野勝子、斎藤瑛子、草間真之助、黒沢隆夫、 松原明徳、田村真也、小林敏明、坂野隆雄、篠原征子、小川明弘、藤本芳弘、薄田嘉信、阿久津文雄、村松錦三郎、浅田清隆、堀池義治、正井融、服部照夫、石山毬緒、佐々木章、長沼寿美子、山田みよ
- 演出助手 - 宮崎一哉、笠井由勝
- 色彩設定 - 内川文広
- 背景 - 伊藤英治、伊藤岩光、海老沢一男、城戸求
- トレース - 植木知子、市村和子
- 彩色 - 中村伸子、加々宮喜美代
- ゼログラフィ - 福岡秀起
- 仕上検査 - 小椋正豊、森田博
- 特殊効果 - 岡田良明、林富美江
- 撮影 - 高梨洋一、山田順弘
- 録音 - 波多野勲
- 音響効果 - 大平紀義
- 編集 - 花井正明
- 制作進行 - 古沢義治
- 記録 - 池田紀代子
- 現像 - 東映化学

## 音楽
主題歌「海底3万マイル」
作詞 - 岡本克巳 / 作曲・編曲 - 渡辺岳夫 / 歌 - ザ・ココナッツ（ハニー・ナイツの変名）
オープニングで使用。イサムとチーターが火山を走る場面ではスキャットバージョンが、「特報」では東京マイスタージンガーによる別アレンジバージョンが流される。
挿入歌「大騒ぎのタンゴ」
作詞 - 岡本克巳 / 作曲・編曲 - 渡辺岳夫 / 歌 - 水森亜土、ボーカル・ショップ
イサムとチーターがアトラスの海底でエンジェルたちアトラス国民とともに踊る場面で使用。
サウンドトラック
- 海底3万マイル オリジナル・サウンドトラック（2021年2月24日/CINEMA-KAN/規格番号CINK-111）

CD２枚組。DISC1には本編使用音源、DISC2には未使用音源が収録されている。

## 漫画化
本作の上映に合わせ、『少年画報』（少年画報社）14号 - 16号に原作者の石ノ森自身、および当時石森プロに所属していた遠藤盛夫と北川賢（後の桜多吾作）によるコミカライズ作品が掲載された。

## テレビ放送
地上波では、1971年10月16日と10月23日にTBSの『秋のまんが祭り』枠で2週に分けて放送された。その後もテレビ東京などで放送された。
BSやCSでも放送されることがあり、2003年11月には東映チャンネル『完全復刻！東映まんがまつり』の作品第1弾として、他の同時上映作とともに放送された。2013年8月11日にWOWOWプライムで放送された『東映まんがまつり！8時間スペシャル』においても、他の同時上映作とともに放送された。

## 映像ソフト化
劇場公開後、本作を収録したレーザーディスクとDVDが発売された。2012年9月21日には、他の同時上映作も収録したDVD『復刻！東映まんがまつり 1970年春』が発売された。いずれも東映ビデオから発売。

## 同時上映
- タイガーマスク ふく面リーグ戦
- もーれつア太郎 ニャロメの子守歌
- ひみつのアッコちゃん 涙の回転レシーブ
- 柔道一直線

本プログラムが行われた当時はスポ根ブームの絶頂期で、『タイガーマスク』や『柔道一直線』はもとより、『ひみつのアッコちゃん』でもアッコがバレーボールで活躍し、本作でもイサムがマグマ7世をオーバーヘッドキックで打ち倒すなど、『もーれつア太郎』以外の作品は全てスポーツと関係していた。なお『もーれつア太郎』のみがモノクロ作品で、『東映まんがまつり』でモノクロ作品が上映されたのは今回が事実上最後となっている。

## その他
- 予告編冒頭のBGMは、『サイボーグ009 怪獣戦争』の予告編冒頭（作曲 - 小杉太一郎）からの流用である。また、その場面および「特報」で火焔竜が吐き出した火山弾がタイトルに変わる演出は、『怪獣戦争』予告編のオマージュである。
- 2012年には第5回したまちコメディ映画祭in台東の前夜祭オールナイトとして、浅草中映劇場で同じ時期に公開の『東宝チャンピオンまつり』と合わせた『東映まんがまつりVS東宝チャンピオンまつり』を開催。『東映まんがまつり』からは本作と『柔道一直線』と『タイガーマスク』が、『東宝チャンピオンまつり』からは『ゲゾラ・ガニメ・カメーバ 決戦!南海の大怪獣』と『アタックNo.1 涙の回転レシーブ』[注釈 2]が上映された。
  - なお当時のポスターには、『東映まんがまつり』と『東宝チャンピオンまつり』それぞれのシンボルマークが記載されている。東映側のシンボルマークは、前述のDVD『復刻！東映まんがまつり 1970年春』に使われている星マークに東映アニメーションのシンボルである『長靴猫シリーズ』のペロを組み合わせたオリジナルのマークとなっている。対する東宝側のシンボルマークは円形マークとゴジラであったが、『東宝チャンピオンまつり』がゴジラをシンボルマークに採用していたのは厳密には1970年冬興行からであり、同年夏興行時点で採用していたのは太陽のマークである。